# Havraní skály
Havraní skály jsou skupina sedmi skalních věží v severní části okresu Česká Lípa v Libereckém kraji, severovýchodně od města Nový Bor. Z hlediska geomorfologického členění přísluší k celku Ralská pahorkatina, podcelku Zákupská pahorkatina, okrsku Cvikovská pahorkatina.

## Pískovcové věže
Skupina sedmi pískovcových Havraních skal se nalézá zhruba 2 km na severovýchod od města Nový Bor a 1 km severně od okraje obce Radvanec uprostřed převážně jehličnatých lesů. Je pod ní vedena zeleně značená turistická trasa od Cvikova do Nového Boru. Skály jsou samostatně stojící pískovcové věže, vysoké až 20 metrů vůči ostatnímu terénu a poskytují široký rozhled na okolní krajinu. Skály jsou též využívány horolezecky. Vrchol nejvyšší a nejmohutnější věže (371 m n. m.) nechal v roce 1830 zpřístupnit majitel zdejšího panství hrabě Karel Kinský. Do skály byly vytesány schody a opatřeny zábradlím. K této skále vede značená odbočka, na vrcholu jsou umístěny tabule s vyznačením siluet okolních kopců. Na severu lze spatřit čtvrtý nejvyšší vrchol Lužických hor Klíč (760 m n. m.), na jihu Špičák u České Lípy, Vlhošť a Ronov, směrem k Novému Boru Chotovický vrch a Češka u Práchně, na jihovýchodě pak kopce v okolí Sloupu v Čechách (Slavíček, Břidličný, Pomahačův a Tisový vrch).

## Dostupnost

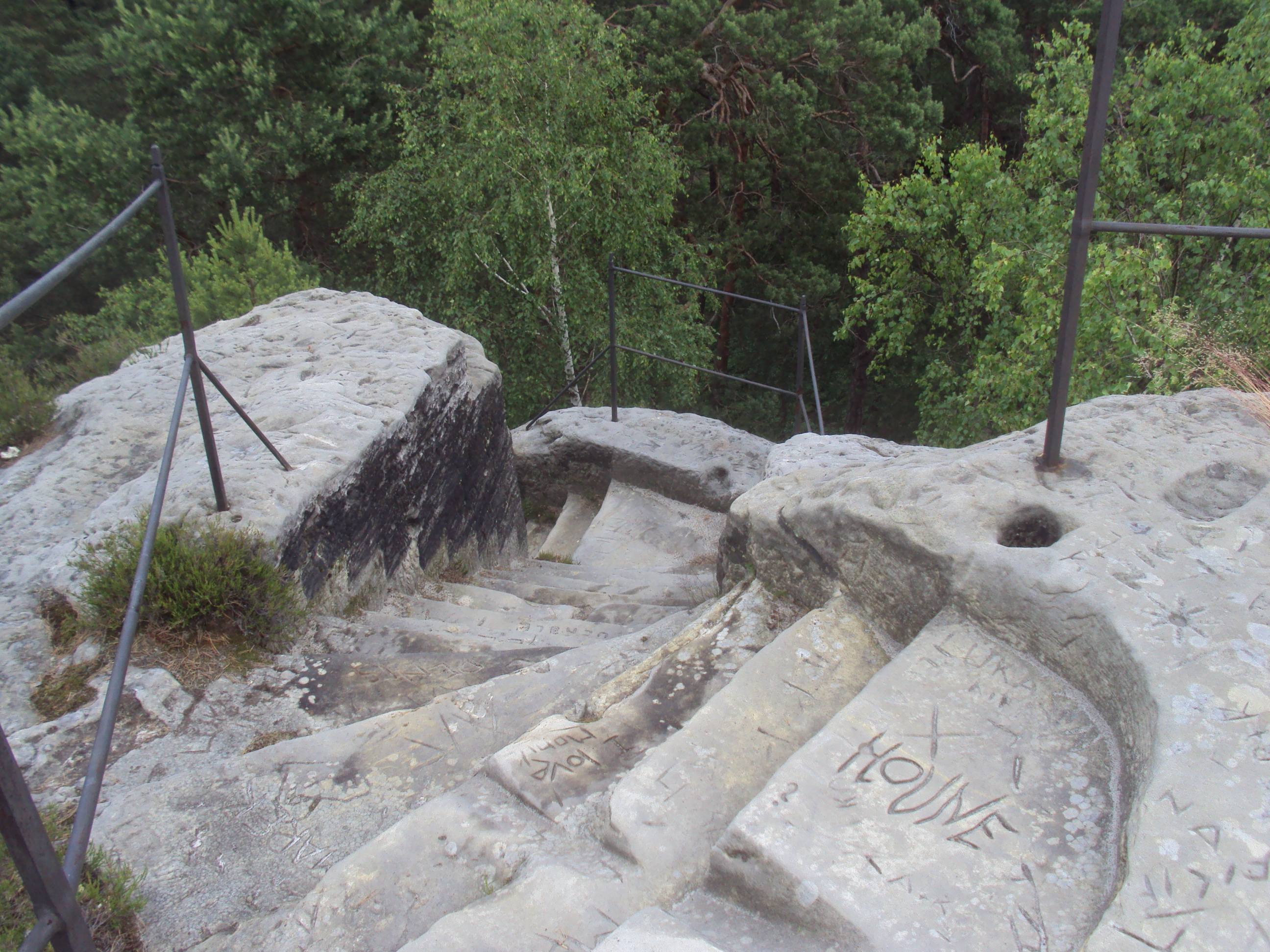
Upravené schody k vrcholu

Co se týče veřejné dopravy, do Radvance zajíždí v pracovní dny místní autobusová linka z Nového Boru. Nejbližší železniční stanice je V Novém Boru na trati ČD 080 Bakov nad Jizerou - Česká Lípa - Jedlová, kde zastavují i rychlíky, jedoucí na trase Kolín - Rumburk. Do Nového Boru je též spojení jak místními, tak i dálkovými autobusy na linkách z Prahy či z Ústí nad Labem. Pěší zeleně značená turistická cesta je v úseku mezi novoborským náměstím Míru a Havraními skalami dlouhá zhruba 3,5 km.